# Плетена
Плетѐна е село в Югозападна България. То се намира в община Сатовча, област Благоевград.

## Население

### Етнически състав
Преброяване на населението през 2011 г.
Численост и дял на етническите групи според преброяването на населението през 2011 г.:
|                     | Численост |
| Общо                | 1561      |
| Българи             | 1178      |
| Турци               | 16        |
| Цигани              | -         |
| Други               | -         |
| Не се самоопределят | 57        |
| Неотговорили        | 290       |

## География
Село Плетена се намира в планински район. То попада в историко-географската област Чеч. Площта на землището на селото е 54,076 км2. Релефът е планински и хълмисто-планински, на места е силно пресечен. Климатът е умерено-континентален със силно средиземноморско влияние. Почвите са кафяви горски и песъкливо-глинести. Надморската височина на селото е от 700 до 1000 м, а най-високата точка в землището на село Плетена е връх Унден, който е висок 1667 м. Той е и най-високата точка в община Сатовча. За изкачването му не е необходима специална екипировка. В близост до него се намира резервата Тъмната гора. До върха се стига по тъй наречения „коларски път“. Река Бистрица, наречена още „Дикчанската река“, минава между селата Плетена и Сатовча, тече покрай главния път и при село Долно Дряново се отклонява, насочва се на юг и след десетина километра се влива в река Места.

## История
Село Плетена има дълга история. Най-ранните следи от човешко присъствие в региона на селото датират от късния неолит. Открито е и селище от късната бронзова епоха.
В XIX век Плетена е мюсюлманско село в Неврокопска каза на Османската империя. В „Етнография на вилаетите Адрианопол, Монастир и Салоника“, издадена в Константинопол в 1878 година и отразяваща статистиката на населението от 1873 година, Плетена (Pletena) е посочено като село с 80 домакинства и 210 жители. Съгласно статистиката на Васил Кънчов („Македония. Етнография и статистика“) към 1900 година Плетена е българо-мохамеданско селище. В него живеят 770 българи мохамедани в 190 къщи. Според Стефан Веркович към края на XIX век Плетена (Плотена) има мюсюлманско мъжко население 275 души, което живее в 81 къщи. Вследствие на Балканските войни, от 1260 жители през 1910 година, в селото през 1920 година са останали само 723.
Според Димитър Гаджанов в 1916 година в Плетена живеят 838 жители.
Според данните от преброяванията през годините 1926, 1934, 1946 и 1956, населението на Плетена е било съответно 786, 782, 973 и 1234 души.

## Религии
В село Плетена населението е съставено от българи мюсюлмани и българи християни.

## Обществени институции
Кметството в Плетена вероятно съществува откакто съществува селото, но само с регистър за населението. През 1929 година кмет на Плетена е Джафер Халачев. Той създава първите официални регистри за актовете за раждане, женитба и смърт, които дотогава са били в общината.
Детската градина в селото е основана през 1972 година.

### Училище
На 20 февруари 1926 година в село Плетена е открито основно училище „Св. св. Кирил и Методий“. Първият учител в него е Николай Керезиев от село Мусомище, а първите учители от Плетена са братята Исмет и Летиф Ибраимови. Интересен факт, е че първият директор на училището в село Плетена е жена – Севда Бахчеванова, която е плетенска снаха. Тя е първата мюсюлманка-учителка в общината. Нейна е и заслугата за построяването на общежитието за средношколци в град Гоце Делчев. През годините директори на училището са били Илиян Арнаудов, Камен Шекеров, Илия Доленски, Ради Доленски и Емил Бакалов. Камен Шекеров е първият от община Сатовча главен специалист по образованието и председател на общинския съвет на просвета.

### Читалище
На 22 септември 1937 година в село Плетена е основано читалище „Просвета“. Учителят Николай Лазаров от Долен е първият председател на читалището, а по-късно и първият библиотекар. През 1969 година започва строителството на читалищната сграда. Създават се певчески групи, които прославят селото и общината и до днес.
Читалището развива художествена самодейност и библиотечна дейност. Още през 1947 година самодейците вземат участие във фолклорен фестивал в град Щип с ръководител Айше Литифова.
През 1980 година на „Пирин пее“ тогавашната мъжка група с ръководител Христо Капсъзов печели девет златни медала. След 1989 година се създава мъжка фолклорна група с ръководител Кемил Кальонев, която през годините е гордостта на село Плетена. Тя редовно взема участие в „Пирин пее“, а на петия събор печели шест златни медала. През 1997 година печели още един златен медал, а в Златоград през 1999 година обира тринадесет златни медала. През 2000 година взема участие в национален събор „Рожен“, където са удостоени със златен плакет. През 2002 година Мъжката група взема участие във „Фестивала на балканските народи“ в Истанбул. През същата година в Неделино на фестивала „Двугласно пеене“ мъжката група е удостоена със златен медал. През 2006 година групата печели общо девет златни медала. Лауреати са на три поредни събора на „Балканфолк“ – Велико Търново. През 2006 година взема участие във фолклорни фестивали в Костандово и Дорково, където също са удостоени с плакети. Същата година на фестивала „Малашево пее и танцува“ вземат първо място. Редовни участници са в седянката „Сите Българи заедно“.
Женската Фолклорна група от 1947 година с ръководител Айше Литифова. Взема участия във фестивали в Северна Македония и „Пирин пее“. От 1989 година с талантливи малки момичета, а сега вече девойки, е създадена женската фолклорна група, която взема участия в „Пирин пее“, „Балканфолк“ – Велико Търново, Неделино, „Рожен“, Костандово, Дорково, Долно Новково – Омуртаг, Ковачевица, „Орфееви празници“ в Смолян, Копривщица, ”Малашево пее и танцува” и в Северна Македония. През 1990 година е създадено трио „Чаушеви“ – Джулия, Виктория и Десислава Чаушеви. Тези момичета от малки са атракция по фестивали и събори.
Библиотеката съществува от 1937 година. Първоначално се помещава в училището, а през 1978 година е преместена в новата сграда на читалището. Първият библиотекар е Христо Капсъзов. Към 2007 година библиотеката има 4887 тома литература и все по-голям брой читатели.

## Културни и природни забележителности
В землището на с. Плетена се намира пещерата „Мечата дупка“, която има дължина 12 метра.
Друга забележителност в Плетена са така наречените Римски мостове в местностите „Караманица“ и „Банян“.
Интерес представляват също резерватът Тъмната гора и местността „Комитски бараки“ – там е било сборното място на комитите от ВМРО, от където идва и името на местността.
При разкопки в землището на село Плетена е открито тракийско въоръжение от края на IV в. пр.н.е., което се намира в историческия музей в Благоевград.

## Личности
Родени в Плетена
- Елхан Кълков (р. 1973), български политик
- Цанко Доленски (р. 1949), български офицер

## Други
В село Плетена е сниман филмът „Края на песента“ (1971) с известната родопска песен „Рофинка болна легнала“.